# Grijsbruine getande randwants
De grijsbruine getande randwants (Coriomeris scabricornis) is een wants uit de familie randwantsen (Coreidae).

## Uiterlijk
De grijsbruine getande randwants is grijs tot donkerbruin van kleur. De randen van het halsschild zijn bedekt met witte tanden. Op het onderste deel van de dijen van de achterpoten zijn ëén grote en een aantal kleinere tanden. De lengte is 7,5 - 9 mm.
Hij lijkt veel op de bruine getande randwants (Coriomeris denticulatus. Die is echter roodachtig bruin.

## Verspreiding en habitat
De soort wordt aangetroffen in Midden- en Zuid-Europa. In Nederland is het een vrij nieuwe, zeldzame soort. Hij heeft een voorkeur voor een droog, warm leefgebied.

## Leefwijze
De dieren leven op verschillende planten uit de vlinderbloemenfamilie (Fabaceae), zoals klaver (Trifolium), rupsklaver (Medicago), en stalkruid (Ononis). De volwassen wants overwintert overwintert in de losse strooisellaag van struikhei (Calluna) en brem (Cytisus). De nieuwe volwassen generatie verschijnt in augustus. De nimfen leven bijna uitsluitend op de grond.